# 南クリル管区
南クリル管区（みなみクリルかんく、Южно-Курильский городской округ）、はロシア連邦サハリン州の管区。
千島列島の最南部、国後島、色丹島、歯舞群島を管轄する。時間は日本標準時から2時間進んでいる。

## 地理
ソ連及びロシアにとって主要都市から遠く離れた僻地であるため、手付かずの自然がそのまま残されており、多様な生態系に富むが、発展が遅れていた。近年では、国後島において開発が進められ、観光客を招致する計画もある。

## 歴史
1945年8月9日、ソビエト連邦は日ソ中立条約を破って日本への侵攻を開始し、千島列島全域を占領した。1946年6月5日、ハバロフスク地方南サハリン州の一部として、南クリル管区の設置を一方的に宣言した。1947年1月2日に、南サハリン州を廃止して、ハバロフスク地方から分離したサハリン州に編入した。
2006年6月、南クリル管区を南クリル都市管区に転換した。

## 人口
人口は横這い傾向にあり、2016年時点で、10,734人である。都市部への人口の集中が顕著であり、南部にある国後島の中心地ユジノクリリスクには人口の64.83%が集中する。

## 行政区分
10の集落からなる。人口はことわりのないものは2020年。

### 国後島
- Буровая Рудный：日本名はシベトロ。人口は1人。
- Застава Докучаева：日本名はルルイ。現在は定住者はいない。
- Маяк Ловцова(セルゲエフカ)：日本名は安渡移矢。現在は定住者はいない。

- Отрада(オトラダ)：日本名は近布内。国後島最北の集落。人口は414人。
- Дубовое：泊村大字泊村に所在。人口は84人。
- Менделеево(メンデレーエフ)：人口は40人。メンデレーエフ空港の開港のために泊村東沸付近に建設された。
- Южно-Курильск(ユジノクリリスク)：日本名は古釜布。南クリルの中心地で最大の都市。人口は6983人(2024年)。
- Головнино(ゴロヴニノ)：日本名は植内。かつての泊村の中心地。人口は153人。ロシア名はゴローニンの街の意味。

### 色丹島
現在、2つの集落を除き廃村状態である。
- Малокурильское(マロクリリスク)：色丹島の中心地。日本名は斜古丹。人口は2,285人。ロシア語の地名は小千島の町の意味。
- Крабозаводское(クラバザヴォーツク)：日本名は穴澗。人口1,515人。ロシア語の地名はカニ工場の町の意味。日本の拿捕漁船乗組員の収容所があることで知られる。国後島、択捉島を繋ぐヘリコプター便のヘリポートがある。

## 経済
主要産業は林業、木材加工業、漁業、畜産業である。色丹島は経済特区に指定されている。